# Cova (Vieira do Minho)
Pour les articles homonymes, voir Cova.
Cova est une ancienne paroisse civile portugaise (en portugais : freguesia) de la municipalité de Vieira do Minho dans le district de Braga. En 2013, elle fusionne avec Ventosa pour former Ventosa e Cova.

## Histoire
Cova est mentionnée dès le XIIe siècle. En 1515, la paroisse est rattachée à la municipalité de Ribeira de Soaz, qui disparaît au XIXe siècle. Cova rejoint alors Vieira.
La loi no 11-A/2013 du 28 janvier 2013, portant réorganisation administrative du territoire des freguesias, fusionne Cova avec la paroisse voisine de Ventosa pour former l’União das freguesias de Ventosa e Cova (dont le siège est à Ventosa).